# یبسا
یبسا (یَبسَا) نام روستای کوچک کوهستانی از توابع امارت فجیره از امارات هفتگانه دولت امارات متحده عربی و در شبه جزیره عربستان واقع شده‌است.
این روستا در فاصلهٔ ۱۳ کیلومتری شهر الفجیره در داخل کوه
و در پایهٔ رشتهٔ کوه‌های زنجیره کوه حجر واقع شده‌است. روستا از چهار جهت چون دیواری با کوه احاطه شده‌است.

## راه روستا
فقط یک راه ورودی سخت‌گذر دارد که از بطن وادی (دره) یبسا می‌گذرد و وارد روستا می‌شود، فقط ماشین‌های جیپ می‌توانند از آن راه عبور نمایند. مردم روستا به دامداری و دامپروی اشتغال دارند. مشکل کار در اینجا این است که در این منطقه آب کم یاب است، وزمین یبسا آب در خود نگه نمی‌دارد، به همین جهت نام منطقه (یبَسا) نهاده شده‌است. یبسا به فارسی یعنی ( خُشکیده )، یعنی زمینی که خشک وبی آب است. سالهایی که کم باران است مردم روستا با دشواری کم بود آب واحیاناً بی آبی رو برو می‌شوند.

## جمعیت
جمعیت این دهستان در حدود (۳۵) نفر و (۵ خانوار) می‌باشد که از اهل سنت و مالکی مذهب هستند.